# 鹿児島市立南小学校
鹿児島市立南小学校（かごしましりつみなみしょうがっこう）は、鹿児島県鹿児島市東郡元町にある公立小学校。1957年（昭和32年）に開校。鹿児島県立鹿児島南高等学校の様に『鹿児島』の冠は付かない（鹿児島市立南中学校も同様）。

## 沿革
- 1956年（昭和31年）
  - 6月 - 鹿児島市議会にて、「鹿児島市立南小学校」の設置が決議される。
  - 11月 - 校舎建築開始。
- 1957年（昭和32年）4月1日 - 鴨池小学校から分離し、開校。ただし、校舎建築が間にあわず、鴨池小学校校舎を借りて授業を行った。
- 1960年（昭和35年） - 全校児童の本校移動が完了。この年度の児童数は1706名とピークを迎えた。
- 1962年（昭和37年）2月15日 - 校歌制定。
- 1966年（昭和41年）10月16日 - 創立10周年記念式典挙行。同日、校章制定。

## 校区
- 東郡元町（全域）
- 南郡元町（全域）
- 三和町（全域）
- 新栄町（全域）

## 著名な出身者
- 生野陽子（フジテレビアナウンサー）

## 周辺
- 鹿児島市立南中学校 - 敷地が隣接し、なおかつ進学先中学校。
- ポリテクセンター鹿児島
- 国家公務員住宅（1～4）
- 国道225号
- 鹿児島県道217号郡元鹿児島港線
- 鹿児島第二地方合同庁舎
  - 第十管区海上保安本部
- 南鹿児島さくら病院
- このほか、中小規模のマンション・アパートやコンビニ及び商業施設なども点在する。

## アクセス
- 鹿児島交通「南小前」停留所より、
  - 鴨池港方面のりばから、徒歩約240m・約4分。
  - 鹿児島駅方面発のりばから、徒歩約340m・約5分。
  - 鹿児島駅方面行のりばから、徒歩約330m・約5分。
- 鹿児島市電1系統で、「南鹿児島駅前」電停から、徒歩約680m・約11分。
- JR九州指宿枕崎線南鹿児島駅から、徒歩約675m・約11分。